# Dvinski zaljev
Dvinski zaljev (rus. Двинская Губа) nalazi se u Arkhangelskoj oblasti u sjeverozapadnoj Rusiji. To je jedan od četiri velika zaljeva i zaljeva Bijelog mora, a ostali su Mezenski zaljev, Onješki zaljev i Kandalakški zaljev. Glavna rijekA koja se ulijeva u Dvinski zaljev je Sjeverna Dvina. Dva najveća grada u zaljevu Arkhangelsk i Severodvinsk. Dvinski zaljev dug je 93 km, a širok 130 km. Administrativno, obala i otoci pripadaju Primorskom rajonu Arkhangelske oblasti.
Sjeverna Dvina pri ulasku u Dvinski zaljev tvori deltu s mnogo otoka koji odvajaju različite tokove. U Dvinskom zaljevu također ima mnogo malih otoka, a najveći je Mudjug.
Nacionalni park Onežskoje Pomorje otvoren je na Oneškom poluotoku 26. veljače 2013.
Dvinski zaljev sa zapada je ograničen Onješkim poluotokom. Na istočnoj strani, obala se strmo uzdiže do visoravni (Bjelomorsko-kulojska visoravan) koja pripada porječju rijeke Soyane, glavnog pritoka Kuloya. Obala poluotoka Onega često se naziva Letny Bereg (Ljetna obala), a istočna obala zaljeva je Zimny Bereg (Zimska obala). Imena odražavaju činjenicu da su Pomori u Dvinskom zaljevu lovili na Ljetnoj obali i Zimskoj obali ljeti, odnosno zimi.
Obalu Dvinskog zaljeva naselili su Rusi ( Novgorodci, čiji su potomci Pomori) i Kareli, obojica najkasnije u 13. stoljeću. Sve do 18. stoljeća, kada je Sankt Peterburg osnovan, Arkhangelsk je bio jedina morska luka Rusije, a Sjeverna Dvina i Dvinski zaljev bili su glavna veza Rusije s vanjskim svijetom. Većina sela na obali Dvinskog zaljeva, kao što su Pertominsk, Lopšenga ili Yarenga, stara su pomorska sela koja još uvijek ovise o ribarstvu. Osim blizine riječne delte Sjeverne Dvine, i zimska i ljetna obala su udaljene, a more i zrak su jedine veze sa selima. Ljeti postoji redovita pomorska plovidba koja služi svim selima.